# Sześć niedźwiedzi i klown Cebulka
Sześć niedźwiedzi i klown Cebulka (czes.: Šest medvědů s Cibulkou) – czechosłowacka komedia filmowa w reżyserii Oldřicha Lipskiego z roku 1972.

## Obsada
- Lubomír Lipský jako klown Cebulka / woźny Hadraba
- Jiří Sovák jako dyrektor szkoły
- Miloš Kopecký jako Švihák
- Jan Libíček jako dyrektor cyrku
- František Filipovský jako inspektor szkolny
- Marie Rosůlková jako gospodyni Cebulki
- Darja Hajská jako Nagelvogelvurdebaníková
- Václav Kotva jako nauczyciel przyrody
- Václav Štekl jako nauczyciel wychowania fizycznego

## Nagrody
Brązowy medal VIII. Międzynarodowego Festiwalu Filmowego w Moskwie, 1973.